# 10月7日
10月7日是阳历年的第280天（闰年是281天），离一年的结束还有85天。

## 大事记

### 19世紀以前
- 1477年：由大主教雅各·烏夫森主導之乌普萨拉大学建校。
- 1571年：歐洲基督教國家聯合海軍在愛奧尼亞海進行的勒班陀戰役中擊敗鄂圖曼帝國海軍。
- 1763年：英王喬治三世發佈皇家宣言，禁止英國人在北美法國新取得的大部分領土定居，並將土地保留給原住民。

### 19世紀
- 1849年：先前醉臥在美國馬里蘭州巴爾的摩的作家愛倫·坡，在當地醫院救治時意外逝世。
- 1864年：中俄勘分西北界约记签订。
- 1868年：美国康奈尔大学在纽约州伊萨卡正式落成，第二天共有412名学生入学。

### 20世紀
- 1903年：蘭利的飛機於維吉尼亞州瓦德華附近的波多馬克河上試飛，但裝置發生故障，駕駛員曼利落水，無傷。
- 1913年：亨利·福特开始在车场用集装线路。
- 1919年：荷兰皇家航空公司成立。
- 1933年：法国航空公司成立。
- 1936年：中国共产党的武装红一方面军、红二方面军、红四方面军在甘肃会宁会合，长征结束。
- 1938年：中国抗日战争：万家岭战役中，中国军队发起总攻。
- 1944年：納粹大屠殺：奥斯威辛集中营的特遣隊工作隊成員在得知自己將被殺害後發起反抗；雖然有少數人成功逃脫，但大多數人在同一天被屠殺。
- 1949年：德意志民主共和国在德国苏占区宣告成立，并将首都设在东柏林。
- 1957年：新疆生产建设兵团成立。
- 1958年：美国国家航空航天局批准美国第一个载人航天计划水星计划
- 1959年：苏联月球3号无人探测器首次拍下月球背面照片并传回地球。
- 1960年：奈及利亞加入联合国。
- 1963年：美国总统约翰·肯尼迪签署部分禁止核试验条约。
- 1971年：阿曼加入联合国。
- 1971年：中華民國電視台華視創立。
- 1976年：中共中央政治局一致推舉國務院總理華國鋒接替逝世的毛澤東就任中央委員會主席和中央軍事委員會主席，成為最高領導人。
- 1978年：香港沙田馬場開幕。
- 1978年：文化大革命期间处于停刊状态的《中国青年报》正式复刊。
- 1984年：北京正负电子对撞机建设工程破土动工。
- 1985年：巴勒斯坦解放陣線成員挾持從埃及亞歷山卓航行至塞德港的客輪阿基萊·勞倫號。
- 1990年：北京亚运会闭幕。
- 1993年：第一届上海国际电影节开幕。
- 1993年：中国政府方正式宣布，此前被国安人员带走的《明报》记者席扬因窃取国家秘密被逮捕
- 1996年：福克斯新闻频道开播。

### 21世紀
- 2001年：为报复基地组织发动恐怖攻击及惩罚塔利班对其的支援，以美国为首的联军对阿富汗采取军事行动。
- 2001年：中国国家足球队在2002年國際足協世界盃亚洲区预选赛提前两轮出线，进入世界杯决赛圈。
- 2005年：南京长江第三大桥正式通车。
- 2006年：2006年葡語系運動會在澳門開幕。
- 2006年：俄羅斯記者及人權活動人士安娜·波利特科夫斯卡娅在莫斯科其公寓大樓的電梯內遭暗殺。
- 2007年：北京地铁5号线投入试运营。
- 2018年：中華職棒出現首次完全比賽。
- 2020年：珍妮弗·道德纳和埃玛纽埃勒·沙尔庞捷因發明基因編輯技術常間回文重複序列叢集關聯蛋白系統而榮獲諾貝爾化學獎。
- 2021年：巴基斯坦西部俾路支省赫爾奈附近發生規模5.9強烈地震，造成至少24人死亡和300多人受傷。
- 2021年：日本關東地方千葉縣發生規模5.9強烈地震，這也是東京自2011年東北地方太平洋近海地震以來震度最強的地震。
- 2023年：巴勒斯坦武裝組織哈瑪斯從加薩走廊對以色列發動軍事襲擊，以色列旋即向哈瑪斯宣戰並還擊。

## 出生
- 前14年：德魯蘇斯·尤里烏斯·凱撒，羅馬帝國執政官（23年逝世）
- 1471年：弗雷德里克一世，奥尔登堡王朝丹麥國王、挪威國王（1533年逝世）
- 1748年：卡爾十三世，瑞典國王、挪威國王（1818年逝世）
- 1767年：讓-皮埃爾·杜梅克，法國軍事將領（1847年逝世）
- 1827年：道格拉斯·福賽思，英屬印度行政官、外交官（1886年逝世）
- 1835年：费利克斯·德莱塞克，德國作曲家（1913年逝世）
- 1885年：尼尔斯·玻尔，丹麦物理学家，1922年諾貝爾物理學獎得主（1962年逝世）
- 1897年：亨利·阿加德·华莱士，美國政治人物，第33任美國副總統（1965年逝世）
- 1888年：以利亚·穆罕默德，非裔美國人伊斯蘭民族組織領導人（1975年逝世）
- 1900年：海因里希·希姆莱，納粹德國內政部長、親衛隊首領，德國《明鏡》週刊評價為「有史以來最大的劊子手」（1945年逝世）
- 1910年：吴廷瑈，越南共和國首任總統吳廷琰的胞弟和主要政治顧問（1963年逝世）
- 1912年：费尔南多·贝朗德·特里，祕魯政治人物，第84、87任秘魯總統（2002年逝世）
- 1921年：雷蒙·古塔爾斯，比利時足球教練（2004年逝世）
- 1924年：約翰·胡爾廷，瑞典裔美國病理學家（2022年逝世）
- 1931年：科顿·菲茨西蒙斯，美國籃球教練（2004年逝世）
- 1931年：戴斯蒙·屠圖，南非聖公會開普敦教區榮休大主教，1984年諾貝爾和平獎得主（2021年逝世）
- 1933年：曹廣榮，香港政府前官員（2005年逝世）
- 1933年：喬納森·彭羅斯，英國西洋棋棋手（2021年逝世）
- 1934年：哈維爾·莫斯科索，西班牙檢察官（2025年逝世）
- 1935年：托馬斯·肯尼利，澳洲小說家，《辛德勒的名單》原著作者
- 1936年：夏尔·迪图瓦，瑞士指揮家
- 1937年：西西，香港作家、編輯（2022年逝世）
- 1939年：哈罗德·克罗托，英國化學家，1996年諾貝爾化學獎得主（2016年逝世）
- 1939年：老楞佐·蒙森沃·帕辛亞，剛果民主共和國天主教司鐸級樞機、金夏沙總教區榮休總主教（2021年逝世）
- 1944年：曾蔭權，香港特別行政區行政長官
- 1948年：黛安·艾克曼，美國作家、詩人、博物學家
- 1950年：贾卡亚·基奎特，坦尚尼亞總統
- 1952年：弗拉基米尔·弗拉基米罗维奇·普京，现任俄羅斯總統，曾任第2任俄羅斯總統、第7、11俄罗斯總理
- 1955年：馬友友，華裔美國大提琴演奏家
- 1955年：茂木敏充，日本政治人物，前任日本外務大臣
- 1956年：孫海英，中國男演員
- 1956年：艾倫·佩連，法國足球教練
- 1957年：陳國偉，馬來西亞民主行動党全國主席，馬來西亞總理對華特使
- 1957年：蘇林，越南政治人物，現任越南公安部部長
- 1958年：貝爾納多·阿雷瓦洛，瓜地馬拉政治人物、外交家、社會學家、作家，現任瓜地馬拉總統
- 1959年：西蒙·高維爾，英國唱片製作人、電視製作人
- 1960年：王日昇，台灣歌手
- 1961年：陳木勝，香港電影導演（2020年逝世）
- 1961年：佐佐木倫子，日本漫畫家
- 1962年：我孫子武丸，日本作家、小說家
- 1965年：渡邊久美子，日本女性聲優
- 1966年：吳秉叡，臺灣政治人物
- 1966年：環望，日本漫畫家
- 1967年：愛河里花子，日本女性聲優
- 1969年：陳浩民，香港演員、歌手
- 1969年：招重文，香港足球運動員、教練
- 1971年：謝瓊煖，台灣女演員
- 1972年：劉畊宏，台灣藝人
- 1972年：迪亞娜·米凱維切涅，立陶宛外交官
- 1973年：石田燿子，日本女歌手
- 1973年：萨米·海皮亞，芬蘭足球運動員
- 1973年：迪達，巴西足球運動員
- 1974年：賈靜雯，台灣女演員
- 1974年：努曼·阿卡爾，德國男演員
- 1974年：夏洛特·佩雷利，瑞典女歌手
- 1976年：王建復，台灣男演員
- 1976年：陳蓉，中國主持人、製片人、導演
- 1978年：馮紹峰，中國男演員
- 1978年：浮雲，日本吉他手，樂團東京事變成員
- 1979年：湯唯，中國女演員
- 1980年：陳冠希，香港藝人
- 1982年：林宗興，台灣歌手
- 1982年：李雲迪，中國鋼琴家
- 1982年：杰梅恩·迪福，英格蘭足球運動員
- 1984年：生田斗真，日本男演員
- 1984年：加藤和樹，日本男歌手、演員
- 1985年：廖亦崟，台灣歌手
- 1985年：張赫宣，中國男歌手
- 1985年：埃文·朗歌利亞，美國職業棒球運動員
- 1986年：MAKO，日本女性聲優
- 1987年：張芷溪，中國女演員
- 1988年：黃逸祥，台灣男演員
- 1988年：迪亞高·哥斯達，西班牙足球運動員
- 1990年：天動，韓國男歌手
- 1991年：Yamy，中國女子偶像團體火箭少女101隊長
- 1991年：張沛樂，香港女演員、模特兒
- 1991年：宮崎遊，日本男性聲優
- 1991年：張藝興，韓國男子偶像團體EXO成員
- 1991年：鄭龍珠，韓國女子偶像團體Kara成員
- 1992年：穆奇·貝茲，美國職業棒球運動員
- 1994年：尹知原，韓國女演員
- 1995年：周嘉洛，香港男藝員
- 1995年：邊麗，中國女藝人
- 1996年：NC.A，韓國女歌手
- 1996年：崔精，韓國圍棋職業棋手
- 1996年：路易斯·卡柏狄，蘇格蘭男歌手、詞曲作家
- 1997年：尾關梨香，日本女子偶像團體櫻坂46成員
- 1999年：楊志雯，中國女演員
- 1999年：亞咲花，日本女歌手
- 1999年：山田野繪，日本女子偶像團體NGT48成員
- 2003年：盧輝俊，韓國男子偶像團體MCND成員

## 逝世
- 前643年：齊桓公，春秋五霸之一（生年不詳）
- 858年：文德天皇，日本第55代天皇（827年出生）
- 929年：查理三世，西法蘭克國王（879年出生）
- 951年：辽世宗耶律阮，辽朝皇帝（919年出生）
- 1242年：順德天皇，日本第84代天皇（1197年出生）
- 1620年：斯坦尼斯瓦夫·若乌凯夫斯基，波兰立陶宛联邦贵族、军事家、政治家（1547年出生）
- 1631年：加藤嘉明，日本安土桃山時代和江戶時代大名（1563年出生）
- 1708年：戈賓德·辛格，錫克教古魯（1666年出生）
- 1719年：皮埃爾·雷蒙·德蒙莫爾，法國數學家（1678年出生）
- 1777年：法蘭西斯·奈許，美國獨立戰爭期間大陸軍准將（1742年出生）
- 1792年：喬治·梅森，美國政治家（1725年出生）
- 1849年：愛倫·坡，美國作家（1809年出生）
- 1871年：約翰·福克斯·伯戈因，英國陸軍軍官（1782年出生）
- 1892年：唐廷枢，清代洋务运动代表人物（1832年出生）
- 1903年：魯道夫·利普希茨，德國數學家（1832年出生）
- 1920年：伊夫·德拉熱，法國動物學家（1854年出生）
- 1926年：埃米爾·克雷佩林，德國精神病學家，建立了精神病分類體系（1856年出生）
- 1927年：保羅·塞律西埃，法國後印象派畫家（1864年出生）
- 1944年：海穆·蘭特，德國飛行員（1918年出生）
- 1949年：齋藤隆夫，日本政治人物（1870年出生）
- 1967年：废名，中國作家，學者（1907年出生）
- 1986年：刘伯承，中华人民共和国元帅（1892年出生）
- 1995年：奧爾加·陶斯基-托德，捷克裔美國數學家（1906年出生）
- 1999年：大衛·霍夫曼，美國計算機科學家（1925年出生）
- 2004年：松原美紀，日本女歌手、作詞家、作曲家（1959年出生）
- 2006年：安娜·波利特科夫斯卡娅，俄羅斯記者（1958年出生）
- 2010年：米爾卡·普拉寧茨，克羅埃西亞政治人物，第25任南斯拉夫總理（1924年出生）
- 2015年：朱雷朗·泽德卡亚，馬紹爾群島部族酋長、政治家（1950年出生）
- 2021年：陳文新，中國土壤生物學家（1926年出生）
- 2021年：詹姆斯·布魯克肖爾，英國政治人物（1968年出生）
- 2022年：一柳慧，日本作曲家、鋼琴家（1933年出生）
- 2023年：馬魯夫·巴希特，約旦政治人物，前任約旦首相（1947年出生）
- 2024年：汪建民，台灣男藝人（1968年出生）

## 节假日和习俗
- ：教師節
- 东德：共和國日